# Thailand Open (Chua Chin)
Thailand Open byl profesionální tenisový turnaj žen hraný v thajském Chua Chinu, ležícím v severní části Malajského poloostrova. Založen byl v roce 2019, jako součást kategorie International. V sezóně 2023 se zařadil do nástupnické kategorie WTA 250. Na okruhu WTA Tour představoval jedinou thajskou událost v této úrovni tenisu. V roce 2025 přešla jeho pořadatelská licence na halový Singapore Tennis Open.

## Historie
Turnaj založený roku 2019 patří v rámci ženského profesionálního okruhu WTA Tour, se základní licencí na sezóny 2019–2023. V kalendáři okruhu nahradil únorový Taiwan Open v Tchaj-peji. Dějištěm se stal přímořský areál True Arena Hua Hin Sports Clubu s jedenácti otevřenými dvorci. Inspirací konstrukce dvorců se stala melbournská Rod Laver Arena. Centrální stadion měl kapacitu více než pět tisíc sedadel. Turnaj se konal na přelomu ledna a února, v týdnu po úvodním grandslamu sezóny Australian Open. Jako titulární partner zastřešila první ročník automobilka Toyota.
První dva ročníky 2019 a 2020 se konaly v kategorii WTA International. V letech 2021 a 2022 se turnaj nehrál kvůli pandemii covidu-19. Na okruh se vrátil v roce 2023 v nástupnické kategorie WTA 250. Na dvorce byl místo Plexicushionu položen povrch PlexiPave. Vítězky získávají 280 bodů do žebříčku WTA. Do dvouhry nastupovalo třicet dva singlistek a čtyřhry se účastnilo šestnáct párů. V letech 2015 a 2017 areál již hostil smíšený turnaj Hua Hin Challenger střední úrovně tenistu, mužského ATP Challenger Tour a ženské série WTA 125.
V srpnu 2024 Ženská tenisová asociace oznámila převod licence WTA 500 ze Zhengzhou Open na Ningbo Open, který byl přesunut ze září na říjen 2024. Vzniklé zářijové okno po ningposké události bylo vyplněno druhým sezónním turnajem Thailand Open v Chua Chinu, který získal jednoletou licencí v kategorii WTA 250.

## Vývoj názvu
- 2019: Toyota Thailand Open
- 2020: GSB Thailand Open
- 2023–2024: Thailand Open

## Přehled finále

### Dvouhra
| Rok       | vítězka                         | finalistka                      | výsledek                        |
| --------- | ------------------------------- | ------------------------------- | ------------------------------- |
| 2019      | Dajana Jastremská               | Ajla Tomljanovićová             | 6–2, 2–6, 7–6(7–3)              |
| 2020      | Magda Linetteová                | Leonie Küngová                  | 6–3, 6–2                        |
| 2021      | zrušeno pro pandemii koronaviru | zrušeno pro pandemii koronaviru | zrušeno pro pandemii koronaviru |
| 2022      | zrušeno pro pandemii koronaviru | zrušeno pro pandemii koronaviru | zrušeno pro pandemii koronaviru |
| 2023      | Ču Lin                          | Lesja Curenková                 | 6–4, 6–4                        |
| 2024 (I)  | Diana Šnajderová                | Ču Lin                          | 6–3, 2–6, 6–1                   |
| 2024 (II) | Rebecca Šramková                | Laura Siegemundová              | 6–4, 6–4                        |

### Čtyřhra
| Rok       | vítězky                                   | finalistky                        | výsledek                        |
| --------- | ----------------------------------------- | --------------------------------- | ------------------------------- |
| 2019      | Irina-Camelia Beguová Monica Niculescuová | Anna Blinkovová Wang Ja-fan       | 2–6, 6–1, [12–10]               |
| 2020      | Arina Rodionovová Storm Sandersová        | Barbara Haasová Ellen Perezová    | 6–3, 6–3                        |
| 2021      | zrušeno pro pandemii koronaviru           | zrušeno pro pandemii koronaviru   | zrušeno pro pandemii koronaviru |
| 2022      | zrušeno pro pandemii koronaviru           | zrušeno pro pandemii koronaviru   | zrušeno pro pandemii koronaviru |
| 2023      | Čan Chao-čching Wu Fang-sien              | Wang Sin-jü Ču Lin                | 6–1, 7–6(8–6)                   |
| 2024 (I)  | Miju Katová Aldila Sutjiadiová            | Kuo Chan-jü Ťiang Sin-jü          | 6–4, 1–6, [10–7]                |
| 2024 (II) | Anna Danilinová Irina Chromačovová        | Eudice Chongová Mojuka Učidžimová | 6–4, 7–5                        |